# Équipe cycliste Ferretti
Ferretti est une équipe italienne masculine de cyclisme sur route, qui a existé de 1969 à 1972.
Dirigée par Alfredo Martini, elle a notamment remporté le Tour d'Italie 1971 avec Gösta Pettersson, troisième du Tour de France l'année précédente. En 1973, Martini rejoint la nouvelle équipe créée par Piero Bini Sammontana avec deux coureurs, Antonio Salutini et Mauro Simonetti.

## Principales victoires
- Tour d'Italie : Gösta Pettersson (1971)
- Coppa Sabatini : Romano Tumellero (1969), Gösta Pettersson (1970)
- Trofeo Baracchi : Gösta Pettersson et Tomas Pettersson (1970)
- Tour de Romandie : Gösta Pettersson (1970)
- Grand Prix de la ville de Camaiore : Mauro Simonetti (1970)
- Tirreno-Adriatico : Italo Zilioli (1971)
- Tour des Apennins : Gösta Pettersson (1971)
- Trofeo Matteotti : Wilmo Francioni (1971)
- Grand Prix de la ville de Zottegem : Albert Van Vlierberghe (1971)
- Trofeo Laigueglia : Italo Zilioli (1971), Wilmo Francioni (1972)
- Coppa Agostoni : Mauro Simonetti (1972)
- Grand Prix de l'industrie et du commerce de Prato : Tino Conti (1972)

## Résultats sur les grands tours
- Tour d'Italie
  - 4 participations (1969, 1970, 1971, 1972)
  - 8 victoires d'étape :
    - 1 en 1969 : Albert Van Vlierberghe
    - 2 en 1971 : Gösta Pettersson, Lino Farisato
    - 5 en 1972 : Gianni Motta, Wilmo Francioni (2), Gösta Pettersson, Albert Van Vlierberghe

  - 1 victoire finale :
    - Gösta Pettersson (1)
- Tour de France
  - 2 participations (1970, 1971)
  - 3 victoires d'étape :
    - 1 en 1970: Albert Van Vlierberghe
    - 2 en 1971: Albert Van Vlierberghe, Mauro Simonetti